# ۷۴۱ (خورشیدی)
۷۴۱ هفتصد و چهل و یکمین سال هجری خورشیدی است.

## مناسبت‌ها
....